# Nittatsu I
Nittatsu I (japonès: 日達)  (Tòquio, 15 d'abril de 1902 - Fujinomiya, 22 de juny de 1979) també conegut pel seu nom civil Nittatsu Hosoi (細井日達, Hosoi Nittatsu) o pel seu tractament religiós de Nittatsu Shōnin, que es podria traduir al català com "sant Nittatsu", fou un monjo budista japonés i el 66è summe sacerdot de Nichiren Shōshū i, simultàniament, summe sacerdot del temple principal de Taiseki-ji a Fujinomiya, a la prefectura de Shizuoka. Prèviament, també fou prior del temple Honden (本伝寺, Honden-ji) a Sakai, prefectura d'Osaka i del temple Jōzai (常在寺, Jōzai-ji) a Toshima, Tòquio.

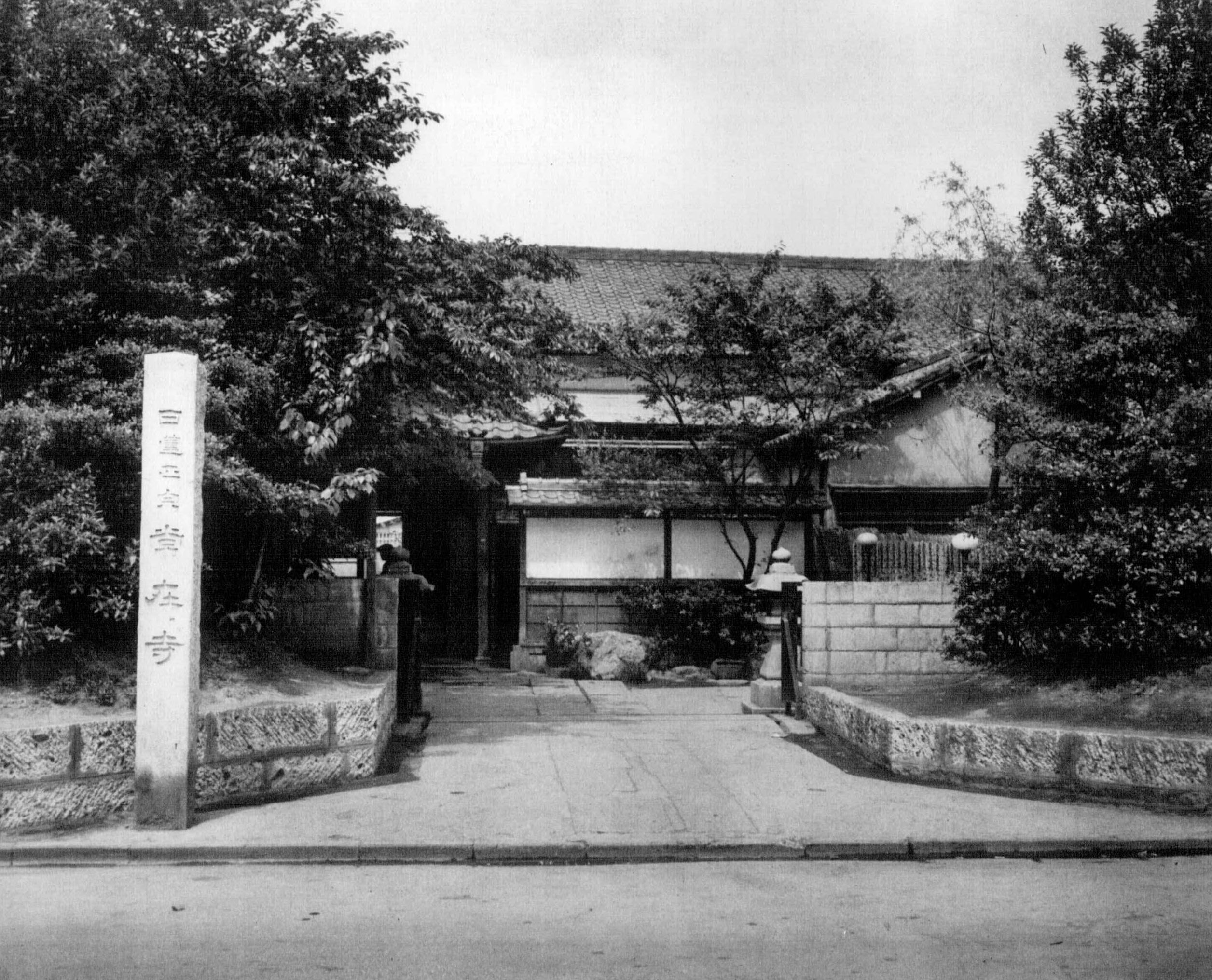
Jōzai-ji, on Nittatsu fou Prior entre els anys 1941 i 1959

Durant el seu pontificat, Nittatsu va excomunicar el Kenshōkai i fou el primer summe sacerdot a criticar públicament les deliberades desviacions de l'ortodòxia religiosa per part del grup Sōka Gakkai. També va convèncer els líders de Nichiren Shōshū de llevar el Dai Gohonzon del Shōhondō, sufragat per la Sōka Gakkai i posteriorment enderrocat per ordre del successor de Nittatsu, Nikken II.

## Biografia
Nittatsu va nàixer al barri de Kyōbashi, Chūō, a Tòquio, el 15 d'abril de 1902 amb el nom de Nittatsu Hosoi. Fou ordenat sacerdot el 12 d'agost de 1910 amb el nom de Seidō (精道) per l'aleshores summe sacerdot Nisshō III. L'any 1933 adoptà un nounat que crià com a un fill, anomenat Jiun Sugano i que més tard seria conegut com a sacerdot amb el nom de Nichiryū. L'any 1936 fou nomenat prior del temple Honden (本伝寺, Honden-ji) a Sakai, Osaka. El seu primer i unigènit fill biològic, Keidō Hosoi (細井珪道, Hosoi Keidō), va nàixer l'any 1939. Posteriorment, el seu fill seria també sacerdot: fou nomenat prior del temple Jōzai com son pare i morí l'any 2010.
L'any 1941, Nittatsu fou nomenat prior del temple Jōzai (常在寺, Jōzai-ji) al barri d'Ikebukuro, Toshima, Tòquio. Poc després, l'any 1946, va esdevindre membre del departament d'estudis de Nichiren Shōshū i va assolir el càrrec de director general de l'esmentat departament l'any 1956. Finalment, fou elegit 66è summe sacerdot de Nichiren Shōshū i prior del temple principal el 15 de novembre de 1959 en substitució dels fins aleshores summe sacerdot, Nichijun II, malalt i que va morir dos dies després, el 17 de novembre.
Durant el seu pontificat, el novembre de 1961 se celebrà el 680è aniversari de la fundació de Nichiren Shōshū i es construïren diverses pagodes a Taiseki-ji per a commemorar-ho. Nittatsu va morir el 22 de juliol de 1979 a les 5:00 hores de la matinada a l'hospital general de Fujinomiya als 77 anys d'edat a causa d'una malaltia coronària crònica. Nikken II el va substituir com a summe sacerdot el mateix dia de la seua mort.